# بی‌ای‌پی پایتا (دی‌تی-۱۴۴)
بی‌ای‌پی پایتا (دی‌تی-۱۴۴) (به انگلیسی: BAP Paita (DT-141)) یک کشتی است که طول آن ۳۸۴ فوت (۱۱۷ متر) می‌باشد.